# Heidenau (Sassonia)
Heidenau è una città di 16 884 abitanti della Sassonia, in Germania.
Appartiene al circondario della Svizzera Sassone-Monti Metalliferi Orientali (targa PIR).